# Nahemah
Nahemah is een Spaanse progressieve deathmetal/blackmetal band die is opgericht in 1997.

## Bezetting

### Huidige bandleden
- Pablo Egido - zanger
- Miguel Palazón - gitarist
- Roberto Marco - gitarist
- Paco Porcel - bassist
- Enrique Pérez "Fabique" - percussie

## Biografie
Nahemah werd gevormd in 1997 in Alicante, Spanje. In 1999 bracht de band in eigen beheer het debuutalbum, Edens in Communion. Twee jaar later werden ze getekend op Iberian Moon Records en bracht ze hun tweede album Chrysalis uit. Het werd erg positief ontvangen en later heruitgebracht door Concreto Records. Daarnaast speelden ze in het voorprogramma van bands als Moonspell en Alastis. Nahemah nam in 2003 de EP The Last Human op, maar deze werd nooit uitgebracht. Hierop volgden line-up problemen voor de band. Tussen 2003 en 2005 schreef de band zijn derde album, The Second Philosophy dat in 2007 op Lifeforce Records uitkwam. De opvolger hiervan, A New Constellation kwam in 2009 op hetzelfde label uit.

## Discografie
- Edens in Communion (1999)
- Chrysalis (2001)
- The Second Philosophy (2007)
- A New Constellation (2009)

## Externe bronnen
- Website Nahemah
- Interview Nahemah - Lords of Metal (February 2007)